# ویلیام جانستون آرمفیلد
ویلیام جانستون بیلی آرمفیلد چهارم (William Johnston "Billy" Armfield IV) (زادهٔ ۳ نوامبر ۱۹۳۴- درگذشتهٔ ۱۱ ژوئیه ۲۰۱۶)، مدیر اجرائیات نساجی و نوع‌دوست آمریکایی بود.

## اوایل زندگی و تحصیلات
ویلیام جانستون آرمفیلد چهارم در ۳ نوامبر ۱۹۳۴ در اشبورو، ایالت کارولینای شمالی چشم به جهان گشود. پدرش ویلیام جانستون آرمفیلد سوم و مادرش الیزابت آلن آرمفیلد بود. خانوادهٔ او در منطقهٔ کلیسای متودیست متحد خیابان وست مارکت ساکن بودند. ویلیام در دبیرستان وودبری فارست در ویرجینیا تحصیل کرد. او در این مدرسه، فوتبال و گلف بازی می‌کرد، کاپیتان تیم اول فوتبال آنجا و عضو باشگاه آلمانی و هیئت نظارت بود. در سال ۱۹۵۲، آرمفیلد از وودبری فارغ‌التحصیل شد و در سال ۱۹۵۶ مدرک کارشناسی مدیریت کسب‌وکار را از دانشگاه کارولینای شمالی در چپل هیل دریافت کرد. او پس از فارغ‌التحصیلی از کالج، دو سال در ارتش ایالات متحده خدمت کرد. ویلیام تحصیلات خود را ادامه داد و در سال ۱۹۶۲ موفق به اخذ کارشناسی ارشد مدیریت کسب‌وکار از دانشگاه هاروارد شد. در سال ۲۰۰۹، او دکترای افتخاری حقوق را از دانشگاه کارولینای شمالی در چپل هیل دریافت کرد.

## حرفه
آرمفیلد حرفهٔ خود را در صنعت نساجی به‌عنوان معاون بازاریابی در شرکت پدرش، مدیسون تروئینگ در مدیسون، کارولینای شمالی آغاز کرد. در سال ۱۹۷۰، او به‌همراه دالتون ال مک مایکل شرکت نساجی مکفیلد را تأسیس کرد. نساجی مکفیلد بعدها با اونیفای ادغام شد. آرمفیلد از سال ۱۹۹۱ تا ۱۹۹۵، به‌عنوان کارشناس اجرایی و مدیر و یک‌بار دیگر از سال ۲۰۰۱ تا زمان وفاتش در سال ۲۰۱۶، به‌عنوان مدیر در این شرکت فعالیت کرد. آرمفیلد شرکت یونیفای را ترک کرد و اسپاتوود کپیتال را بنیان نهاد که در حوزهٔ سرمایه‌گذاری خصوصی در گرینزبرو فعال بود و تا زمان وفاتش در سال ۲۰۱۶، ریاست این شرکت را برعهده داشت.
آرمفیلد از سال ۱۹۹۳ تا ۲۰۰۱، عضو هیئت امنای دانشگاه کارولینای شمالی بود و از سال ۱۹۹۵ تا ۱۹۹۶، رئیس هیئت امنا بود. او همچنین در هیئت نظارت دانشگاه کالیفرنیا در چپل، هیئت نظارت دانشکدهٔ بازرگانی کنان فلاگلر، هیئت مشورتی انجمن جردن و دانشگاه کارولینای شمالی در هیئت بنیاد چپل هیل عضویت داشت. از سال ۱۹۹۰ تا ۱۹۹۵، آرمفیلد به‌عنوان یکی از مدیران پویش جشن دویست‌سالهٔ کارولینا فعالیت کرد و از اعضای افتخاری کمیتهٔ راهبری پویش اول کارولینا بود. او در هیئت‌های بنیاد نساجی کارولینای شمالی در دانشگاه دولتی کارولینای شمالی و مدرسهٔ وودبری فارست فعالیت کرد.

## بشردوستی
آرمفیلد به‌همراه همسرش جانی، یکی از حامیان مالی اصلی دانشگاه کارولینای شمالی در بنیاد چپل هیل، کالج آلیس و علوم، مدرسهٔ کار اجتماعی، بنیاد پزشکی UNC، بنیاد آموزشی، مرکز تاریخی و فرهنگی سیاهان سونیا هاینز، دانشکدهٔ بازرگانی کنان فلاگلر، دانشکدهٔ روزنامه‌نگاری و ارتباط جمعی و مرکز جامع سرطان لینبرگر بود. او همچنین یکی از خیرین مدرسهٔ ایام کودکی‌اش، مدرسهٔ سنت کاترین در ریچموند و مدرسهٔ وودبری فارست بود. در سال ۱۹۹۴، آرمفیلد صندوق رفاه دانشجویی آرمفیلد را برای ارتقای تنوع نژادی و فرهنگی در این نهاد دانشجویی در UNC و پشتیبانی از دانشجویان سال اولیِ نیازمند تأسیس کرد. در سال ۲۰۰۸، خانوادهٔ آرمفیلد به‌همراه سم و بتسی ریوز، صندوق نوآوری آرمفیلد-ریوز را در دانشگاه کارولینای شمالی در چپل هیل راه‌اندازی کرد.

### افتخارات، جوایز و نام‌گذاری‌ها
- جایزهٔ خدمات متمایز (۱۹۸۹)
- جایزهٔ ویلیام ریچاردسون دیوی (۱۹۹۲)
- نشان خدمات متمایز عمومی انجمن دانش‌آموختگان (۱۹۹۵)
- جایزهٔ جی. کارتر واکر (۲۰۱۵)
- دهلیز آرمفیلد در دانشگاه سلامت همگانی جهانی UNC گیلینگز[۶]
- اتحادیهٔ دانشجویی جین هال آرمفیلد و ویلیام جانستون آرمفیلد چهارم در UNC‏[۷]

## زندگی شخصی
آرمفیلد با مری هاینس واکر ازدواج کرد، اما بعدها از او جدا شد. هاینس واکر در ۲۱ آوریل ۱۹۹۵ درگذشت. آرمفیلد بعدها با جین هال پیوند زناشویی بست. محل اصلی سکونت این خانواده در ریچموند، ایالت ویرجینیا بود. آرمفیلد نُه فرزند و نوه داشت؛ ویلیام جانستون آرمفیلد وی، آدلاید الن آرمفیلد، واکر آرمفیلد ویلسون، ویلیام کلیبورن هانکوک، جیمز کول براکستون هانکوک، کارولین کارتر هانکوک جانستون، آلستون آرمفیلد دایگ، ویلیام اسپاتوود آرمفیلد، نیکولاس کابل آرمفیلد و اولیویا کوربین آرمفیلد.
او یکی از حاضران همیشگی کلیسای اسقفی سنت استفان در ریچموند بود.
آرمفیلد که گلف‌بازی پرشور بود، یکی از اعضای باشگاه مشترک‌المنافع، باشگاه ورزشی تفریحی ویرجینیا و ریچموند جرمن در ریچموند بود. او همچنین یکی از اعضای باشگاه اورگلیدز، باشگاه بث اند تنیس و باشگاه گلف سمینول در فلوریدا، باشگاه تفریحی گرینزبورو در کارولینای شمالی و باشگاه اوکلند در کارولینای جنوبی بود. او که ساکن جزیرهٔ فیگور اِیت بود، یکی از پایه‌گذاران باشگاه گلف ایگل پوینت در ویلمینگتون بود. آرمفیلد به‌مدت ده سال ریاست باشگاه گلف ایگل پوینت را برعهده داشت.
آرمفیلد در ۱۱ ژوئیه ۲۰۱۶ در ۸۱ سالگی در خانه‌اش در ریچموند دیده از جهان فروبست.